# Felix R. Paturi
Felix R. Paturi (* 1940, Pseudonym für Heinz Mindt) ist ein deutscher Sachbuchautor, freiberuflicher Journalist und Fernsehredakteur.
Paturi ist Diplom-Ingenieur für Hochfrequenztechnik und seit 1973 Autor zahlreicher Sachbücher über sehr unterschiedliche Themen.
Längere Zeit arbeitete er als freiberuflicher Redakteur für die Redaktion „Forschung und Technik“ des ZDF. Paturi lebt bei Frankfurt.